# Всеобщие выборы в Эквадоре (2006)
Всеобщие выборы в Эквадоре проходили 15 октября (парламентские и 1-й тур президентских выборов) и 26 ноября (2-й тур президентских выборов) 2006 года. Хотя Альваро Нобоа получил наибольшее количество голосов в 1-м туре президентских выборов, во 2-м туре победу одержал Рафаэль Корреа от Альянса ПАИС, получивший 54,8 % голосов. В результате парламентских выборов Институционалистская обновленческая партия национального действия Альваро Нобоа стала крупнейшей партией Национального конгресса, получив 28 из 100 мест парламента.
28 ноября 2006 года Корреа был объявлен победителем, хотя Нобоа не признал своего поражения и предположил, что может оспорить действительность бюллетеней. По данным Высшего избирательного трибунала из 97,29 % подсчитанных голосов 57,07 % были за Корреа и 42,96 % за Нобоа. Среди прочих, Организация американских государств, посол США Линда Джуэлл и представители многих стран Южной Америки признали Корреа победителем выборов. 15 января 2007 года Рафаэль Корреа был приведён к присяге в качестве президента на четырёхлетний срок.

## Результаты

### Президентские выборы
| Кандидат                             | Партия                                                            | 1-й тур   | 1-й тур | 2-й тур   | 2-й тур |
| Кандидат                             | Партия                                                            | Голоса    | %       | Голоса    | %       |
| ------------------------------------ | ----------------------------------------------------------------- | --------- | ------- | --------- | ------- |
| Альваро Нобоа                        | Институционалистская обновленческая партия национального действия | 1 464 251 | 26,83   | 2 689 418 | 43,33   |
| Рафаэль Корреа                       | Альянс ПАИС — Социалистическая партия — Широкий фронт             | 1 246 333 | 22,84   | 3 517 635 | 56,67   |
| Гильмар Гутьеррес                    | Патриотическая общественная партия 21 января                      | 950 895   | 17,42   |           |         |
| Леон Ролдос Агильера                 | Демократические левые                                             | 809 754   | 14,84   |           |         |
| Синтиа Витери                        | Социал-христианская партия                                        | 525 728   | 9,63    |           |         |
| Луис Макас                           | Движение многонационального единства Пачакутик                    | 119 577   | 2,19    |           |         |
| Фернандо Росеро                      | Эквадорская партия рольдосистов                                   | 113 323   | 2,08    |           |         |
| Марко Проаньо Майя                   | Демократическое движение преобразований                           | 77 655    | 1,42    |           |         |
| Луис Вилласис                        | Демократическое народное движение                                 | 72 762    | 1,33    |           |         |
| Хаиме Дамерваль                      | Объединение народных сил                                          | 25 284    | 0,46    |           |         |
| Марсело Ларреа Кабрера               | Альянс Третьей республики                                         | 23 233    | 0,43    |           |         |
| Ленин Торрес                         | Революционное движение народного участия                          | 15 357    | 0,28    |           |         |
| Карлос Саньяй де ла Бастида          | Альфаристский радикальный фронт                                   | 13 455    | 0,25    |           |         |
| Недействительных/пустых бюллетеней   | Недействительных/пустых бюллетеней                                | 1 092 070 | -       | 752 179   | -       |
| Всего                                | Всего                                                             | 6 549 677 | 100     | 6 950 232 | 100     |
| Зарегистрированных избирателей/ Явка | Зарегистрированных избирателей/ Явка                              | 9 165 125 | 83,49   | 9 165 125 | 89,20   |
| Источник: CNE                        |                                                                   |           |         |           |         |

### Парламентские выборы
| Партия                                                            | Голосов | % | Мест    |
| ----------------------------------------------------------------- | ------- | - | ------- |
| Институционалистская обновленческая партия национального действия |         |   | 28      |
| Патриотическая общественная партия 21 января                      |         |   | 24      |
| Социал-христианская партия                                        |         |   | 13      |
| Демократические левые                                             |         |   | 7       |
| Эквадорская партия рольдосистов                                   |         |   | 6       |
| Движение многонационального единства Пачакутик                    |         |   | 6       |
| Христианско-демократический союз — Народная демократия            |         |   | 5       |
| Сетевая организация Этика и демократия                            |         |   | 5       |
| Демократическое народное движение                                 |         |   | 3       |
| Социалистическая партия — Широкий фронт                           |         |   | 1       |
| Региональные действия за справедливость                           |         |   | 1       |
| Гражданское движение Новая страна                                 |         |   | 1       |
| Всего                                                             |         |   | 100     |
| Зарегистрированных избирателей/ Явка                              |         |   | 71,95 % |